# خواجة عور
خواجة عور هي قرية في مقاطعة هشترود، إيران. عدد سكان هذه القرية هو 307 في سنة 2006.